# Blaine Lindgren
Harold Blaine Lindgren (Salt Lake City, Utah, 1939. június 26. – Salt Lake City, Utah, 2019. október 5.) olimpiai ezüstérmes amerikai atléta, gátfutó.

## Pályafutása
A Utah University hallgatója volt. Az 1964-as tokiói olimpián 110 méteres gátfutásban ezüstérmet szerzett. Az 1963-as São Paulo-i pánamerikai játékokon aranyérmes lett ugyanebben a versenyszámban.

## Sikerei, díjai
- Olimpiai játékok – 110 m gát
  - ezüstérmes: 1964, Tokió
- Pánamerikai játékok – 110 m gát
  - aranyérmes: 1963, São Paulo